# Macroptilium gibbosifolium
Macroptilium gibbosifolium es una especie de planta de la familia de las fabáceas, nativa de Norteamérica.

## Descripción
Macroptilium gibbosifolium es una hierba postrada perenne con una raíz engrosada de hasta 3.5 cm de diámetro. El tallo es delgado y corto, con pelos hirsutos. Las hojas tienen un pecíolo pubescente de 1 a 3 cm de largo y están divididas en 3 folíolos pilosos, con el margen entero y el ápice obtuso o redondeado, que pueden ser de forma muy variable: angostamente oblongos, ovado-oblongos u orbiculares. La inflorescencia es un pseudorracimo axilar de flores cortamente pedunculadas, con las alas más largas que los otros pétalos, la corola rojiza o color salmón. El fruto es una legumbre péndula, angostamente oblonga y densamente pilosa, de 15 mm de largo y 1 a 2 mm de ancho. Las semillas son oblongas y pequeñas, de alrededor de 2 mm de diámetro.

## Distribución y hábitat
Macroptilium gibbosifolium se distribuye del suroeste de Estados Unidos (Arizona a Texas) a Centroamérica (Guatemala y Honduras), así como por Cuba. Es una planta presente en zonas de altitud media y media alta, en pastizales naturales o inducidos, así como en bordes de parcelas de cultivo y calles. En México, donde se distribuye ampliamente, se considera una maleza arvense y ruderal.

## Taxonomía
Macroptilium gibbosifolium fue descrita en 1981 por Alfonso Delgado Salinas, sobre un basónimo de Casimiro Gómez Ortega, en Systematic Botany 6: 295.

### Etimología
Macroptilium: nombre genérico que se compone de las raíces griegas μακρός (makros) 'grande' y πτιλον (ptilon) 'ala' = "gran ala"; en referencia a que, en las flores de este género, las alas son más grandes que el estandarte y la quilla (ver Faboideae para una descripción de las flores de la subfamilia).
gibbosifolium: epíteto latino que significa "de hojas jorobadas".

### Sinonimia
- Macroptilium heterophyllum (Humb. & Bonpl. ex Willd.) Maréchal & Baudet
- Macroptilium heterophyllum var. rotundifolium (A.Gray) Maréchal, Mascherpa & Stainier
- Phaseolus bilobatus Engelm.
- Phaseolus gibbosifolius Ortega
- Phaseolus heterophyllus Humb. & Bonpl. ex Willd.
- Phaseolus heterophyllus var. rotundifolius (A.Gray) Piper
- Phaseolus macropoides A.Gray
- Phaseolus macropus Benth.
- Phaseolus parviflorus Schltdl.
- Phaseolus rotundifolius A.Gray
- Phaseolus seleri Harms
- Phaseolus subtrilobus Link[3]